# Pink Flamingos
Pink Flamingos är en amerikansk film från 1972 regisserad av John Waters. 
Filmen blev Waters stora genombrott som regissör. Budgeten var runt 12 000 dollar och den drog in flera miljoner dollar.
År 2021 valdes filmen ut för att bevaras i National Film Registry av USA:s kongressbibliotek då den anses vara ”kulturellt, historiskt eller estetiskt betydelsefull”.

## Handling
Divine lever under namnet "Babs Johnson" i en husvagn tillsammans med sin mamma Edie (Edith Massey), som sitter i en spjälsäng och äter ägg, och barnen Crackers (Danny Mills) och Cotton (Mary Vivian Pearce). När Raymond och Connie Marble (David Lochary och Mink Stole) får reda på att Divine blivit utnämnd till "världens snuskigaste människa" tycker de att det är orättvist eftersom de anser att de själva förtjänar titeln. De skickar ett paket med en bajskorv till Divine och bestämmer sig för att bränna ner hennes husvagn. Under tiden bedriver paret Marble sin affärsverksamhet som går ut på att de kidnappar kvinnor och håller dem fångna i sin källare där tvingas att föda barn som paret sen säljer till lesbiska par.

## Övrig info
Filmen blev extra ökänd för en scen där Divine äter hundbajs, för att bevisa att hon inte bara är världens äckligaste människa utan även världens äckligaste skådespelerska. 
Waters skrev en uppföljare med titeln Flamingos Forever och Troma erbjöd sig att finansiera den. Filmen blev dock aldrig av eftersom både Edith Massey och Divine dog. Manuset publicerades i boken Trash Trio tillsammans med manusen till Pink Flamingos och Desperate Living.